# سیریه اندره
سیریه اندره (استونیایی: Sirje Endre؛ زادهٔ ۲۲ فوریهٔ ۱۹۴۵) روزنامه‌نگار، کارآفرین، سیاستمدار و نماینده سابق اهل استونی است.